# Tribunal d'arrondissement (Belgique)
Le tribunal d'arrondissement traite les contestations en matière de compétence des tribunaux. Il est constitué du président du tribunal de première instance, du président du tribunal du travail et du président du tribunal de l'Entreprise.
Lorsque la compétence du juge du fond du premier degré ou d'appel du juge de paix et du tribunal de police est contestée, le demandeur peut requérir le renvoi de la cause devant le tribunal d'arrondissement, qui règlera la contestation sur la compétence. Le défendeur ne bénéficie pas de cette possibilité. Lorsque le juge met d'office en doute sa compétence, il est tenu d'ordonner le renvoi devant le tribunal d'arrondissement. (640 CJ)